# Thomas Weld
Thomas kardinal Weld, britansko-kanadski duhovnik, škof in kardinal, * 22. januar 1773, London, † 10. april 1837.

## Življenjepis
3. aprila 1821 je prejel duhovniško posvečenje.
23. maja 1826 je bil imenovan za soupraviteljskega škofa ontarijskega Kingstina in za naslovnega škofa Amyclae. 6. avgusta istega leta je prejel škofovsko posvečenje. S tega položaja je odstopil 13. marca 1830.
15. marca 1830 je bil povzdignjen v kardinala in imenovan za kardinal-duhovnika S. Marcello.